# Imbriovec
Imbriovec – wieś w Chorwacji, w żupanii kopriwnicko-kriżewczyńskiej, w gminie Đelekovec. W 2011 roku liczyła 341 mieszkańców.